# تريبليت
تريبليت هو مادة نادرة من معادن الفوسفات مع الصيغة: (Mn,Fe)2PO4(F,OH). 
 يحدث في بيغماتيت الجرانيت الغني بالفوسفات عادة ككتل بنية غير شفافة، تم وصف تريبليت لأول مرة في عام 1813 لظهور في شانتيلوب، ليموزان، فرنسا. الاسم مأخوذ من اللغة اليونانية triplos التي تعني (ثلاثي)، في إشارة إلى اتجاهات الانقسام الثلاثة. في اللون والمظهر، يشبه إلى حد بعيد الرودوكروزيت، وهو معدن آخر يحمل المنغنيز. كيميائيًا؛ يعد أيضًا مشابه تمامًا لثلاثي الصيغة الصبغية، حيث يتمثل الاختلاف في أن التريبليت هو المهيمن على الفلور بينما يكون ثلاثي الصبغيات هو المهيمن على الهيدروكسيد.

## الظهور
تريبليت هو معدن نادر من فلورو هيدروكسيد الفوسفات يتكون في بيغماتيت الجرانيت الغني بالفوسفات والأوردة الحرارية المائية عالية الحرارة، تم العثور عليه في الولايات المتحدة في كاليفورنيا، نيفادا، أريزونا، كولورادو، ساوث داكوتا، فيرجينيا، كونيتيكت ومين. تشمل الأظهرة الأخرى وادي شيجار، باكستان؛ الصين؛ بافاريا، ألمانيا؛ كيميتو، فنلندا؛ وكاريبيب ناميبيا.

## استخدام
نادرًا ما يتم العثور على التريبليت بجودة مناسبة للاستخدام التجاري مثل الحجر الكريم، ولكن يتم تقديمها أحيانًا في قطع أحجار كريمة وبالتالي فهي ذات قيمة خاصة بين الجامعين باعتبارها نادرة.

## معرض الصور

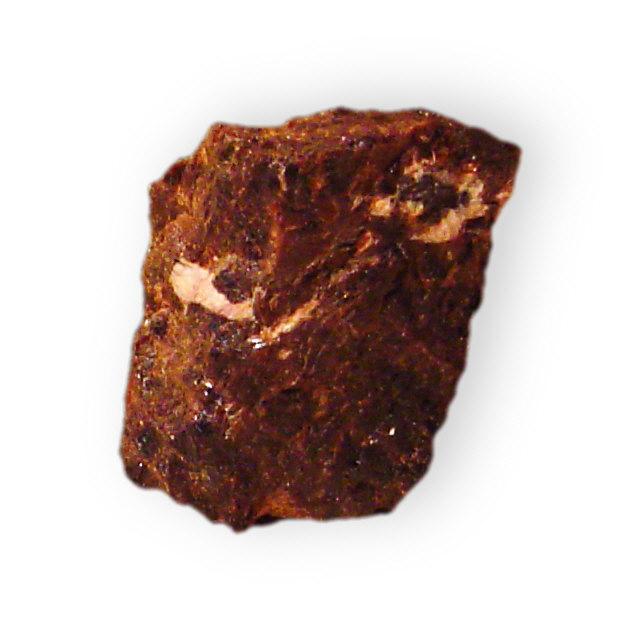
تريبليت من كولورادو.
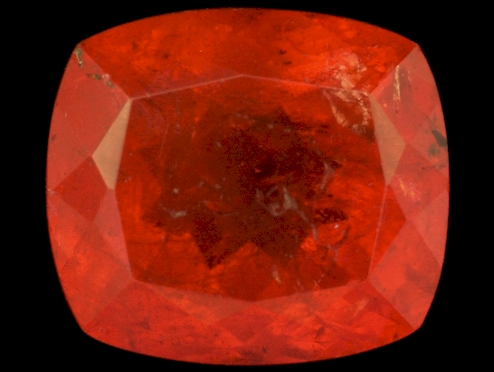
سمك السلمون الأحمر ثلاثي الشكل في "سيلان" - قطعة أحجار كريمة.